# Liste der diplomatischen Vertretungen in Haiti
Dieses ist eine Liste der diplomatischen Vertretungen in Haiti. 18 der Staaten, zu denen Haiti diplomatische Beziehungen unterhält, sind mit Botschaften in der Hauptstadt Port-au-Prince vertreten. Die weitaus größere Zahl der für Haiti zuständigen fremden Missionen sind in anderen Hauptstädten angesiedelt und pflegen die bilateralen Beziehungen auf dem Weg der Doppelakkreditierung.
Angesichts der durch die Krise in Haiti seit 2018 prekären Sicherheitslage und den beeinträchtigten Reisemöglichkeiten haben fast alle der ortsansässigen diplomatischen Vertretungen ihr Personal ausgedünnt oder abgezogen und ihren Betrieb eingeschränkt.

## Botschaften in Port-au-Prince
| Land                    | Anschrift                                                                 | Bemerkungen |
| ----------------------- | ------------------------------------------------------------------------- | --- |
| Argentinien             | 48, Rue Metellus, Pétionville                                             | |
| Bahamas                 | 12 Rue Goulard, Place Boyer, Pétionville                                  | |
| Brasilien               | Immeuble Hexagone, 3. Etage, Ecke Rues Clerveaux und Darguin, Pétionville | Konsularbereich im Erdgeschoss des Gebäudes |
| Chile                   | 2, Rue Coutilien, Musseau                                                 | Zufahrt Delmas 60, neben der Primature (Amtssitz des Premierministers) |
| Deutschland             | 2, Impasse Claudinette, Bois Moquette, Pétionville                        | Die Botschaft kann aktuell aufgrund der Sicherheitslage in Haiti keine konsularischen Dienstleistungen anbieten. Die Leiterstelle ist nicht besetzt. Es gilt eine Reisewarnung für deutsche Staatsangehörige nach Haiti. |
| Dominikanische Republik | 121, Av. Panaméricaine, Petionville                                       | Generalkonsulate in Anse-à-Pitres, Belladère, Cap-Haïtien und Ouanaminthe |
| Frankreich              | 51, Rue Capois, Turgeau, Port-au-Prince                                   | |
| Japan                   | Immeuble Hexagone, 2. Etage, Ecke Rues Clerveaux und Darguin, Pétionville | |
| Kanada                  | Route de Delmas, zwischen Delmas 75 und 71, Port-au-Prince                | |
| Kuba                    | 3, Ecke Rues Marion und Chevalier, Peguy Ville, Port-au-Prince            | |
| Mexiko                  | 48, Rue Metellus, Pétionville                                             | |
| Panama                  | 157, Ave. Panaméricaine, Petionville                                      | |
| Spanien                 | Immeuble Hexagone, 5. Etage, Ecke Rues Clerveaux und Darguin, Pétionville | |
| Taiwan                  | 22, Rue Lucien Hubert, Morne Calvaire, Pétionville                        | |
| : Vatikanstadt          | Rue Pouget, Morne Calvaire, Pétionville                                   | Apostolische Nuntiatur |
| Vereinigtes Königreich  | Route de Delmas, zwischen Delmas 75 und 71, Port-au-Prince                | Unterbringung in der Botschafts von Kanada |
| Vereinigte Staaten      | Tabarre 41, Route de Tabarre, Boulevard du 15 Octobre                     | Reisewarnung für US-Staatsbürger nach Haiti in Kraft |
| Venezuela               | 25, Rue Marcel Toureau, Morne Brun, Petionville                           | |

## Andere in Port-au-Prince ansässige Vertretungen
- Volksrepublik China: Handelsmission (Impasse Simon, Rue Alamanda, Morne Calvaire, Pétionville)[20]

- Europäische Union: Delegation (19, Rue Borno, Pétionville)[21]

## Für Haiti zuständige Vertretungen in Drittstaaten (Auswahl)
Kriterium für die Auswahl ist eine amtliche Quelle des Entsendestaats.
| Land         | zuständige Auslandsvertretung bzw. Behörde                                   | Bemerkungen                                              |
| ------------ | ---------------------------------------------------------------------------- | -------------------------------------------------------- |
| Australien   | Hochkommissariat Port-of-Spain, Trinidad und Tobago                          |                                                          |
| Belgien      | Botschaft Havanna, Kuba                                                      |                                                          |
| Finnland     | Außenministerium, Helsinki                                                   | Reisender Botschafter für die Karibik                    |
| Griechenland | Botschaft Havanna, Kuba                                                      |                                                          |
| Indien       | Botschaft Santo Domingo, Dominikanische Republik                             |                                                          |
| Irland       | Ständige Vertretung bei den Vereinten Nationen, New York, Vereinigte Staaten |                                                          |
| Island       | Außenministerium, Reykjavik                                                  |                                                          |
| Israel       | Botschaft Santo Domingo, Dominikanische Republik                             |                                                          |
| Neuseeland   | Hochkommissariat Bridgetown, Barbados                                        |                                                          |
| Norwegen     | Botschaft Havanna, Kuba                                                      | Das Außenministerium rät von allen Reisen nach Haiti ab. |
| Österreich   | Botschaft Havanna, Kuba                                                      | Honorargeneralkonsulat in Port-au-Prince                 |
| Paraguay     | Botschaft Havanna, Kuba                                                      |                                                          |
| Philippinen  | Botschaft Washington, Vereinigte Staaten                                     | Honorargeneralkonsulat in Port-au-Prince                 |
| Polen        | Botschaft Panama-Stadt, Panama                                               |                                                          |
| Portugal     | Botschaft Havanna, Kuba                                                      |                                                          |
| Russland     | Botschaft Caracas, Venezuela                                                 |                                                          |
| Schweiz      | Botschaft Santo Domingo, Dominikanische Republik                             |                                                          |
| Südafrika    | Botschaft Kingston, Jamaika                                                  |                                                          |
| Südkorea     | Botschaft Santo Domingo, Dominikanische Republik                             |                                                          |
| Tschechien   | Botschaft Havanna, Kuba                                                      |                                                          |